# Robert Stoffert
Robert Stoffert (* 7. August 1898 in Osterode am Harz; † 15. November 1965 in Hannover) war ein deutscher Unternehmer und Gartenbau-Inspektor.

## Leben
Geboren im Harz in der Gründerzeit des Deutschen Kaiserreichs als Enkel des Kaufmannes und Künstlers Friedrich Stoffert, übernahm Robert Stoffert zur Zeit der Weimarer Republik und nach der Deutschen Hyperinflation im Jahr 1924 in Hannover die Leitung der Plantage Liststadt, die er zu einem international angesehenen 
Unternehmen ausbaut.
1926 wurde Stofferts Sohn Gerhard Stoffert geboren.
Stoffert trat 1933 der NSDAP bei. Noch zur Zeit der Britischen Besatzungszone wurde er 1947 Mitbegründer der Fakultät für Gartenbau und Landeskultur der seinerzeitigen Technischen Hochschule Hannover. Zudem gründete Stoffert die Wirtschaftsberatung Gartenbau.
Robert Stoffert wurde mit der Verleihung des Bundesverdienstkreuzes geehrt.-

## Robert-Stoffert-Straße
Die im Jahr 2003 benannte Robert-Stoffert-Straße im hannoverschen Stadtteil List ehrt den Mitbegründer der Fakultät für Gartenbau und Landeskultur am Ort seiner ehemals geleiteten Plantage Liststadt.